# ASA (azienda)
ASA (Autocostruzioni Società per Azioni) è stata una casa automobilistica italiana attiva dal 1961 al 1969, nota per la produzione della ASA 1000 GT.

## Storia

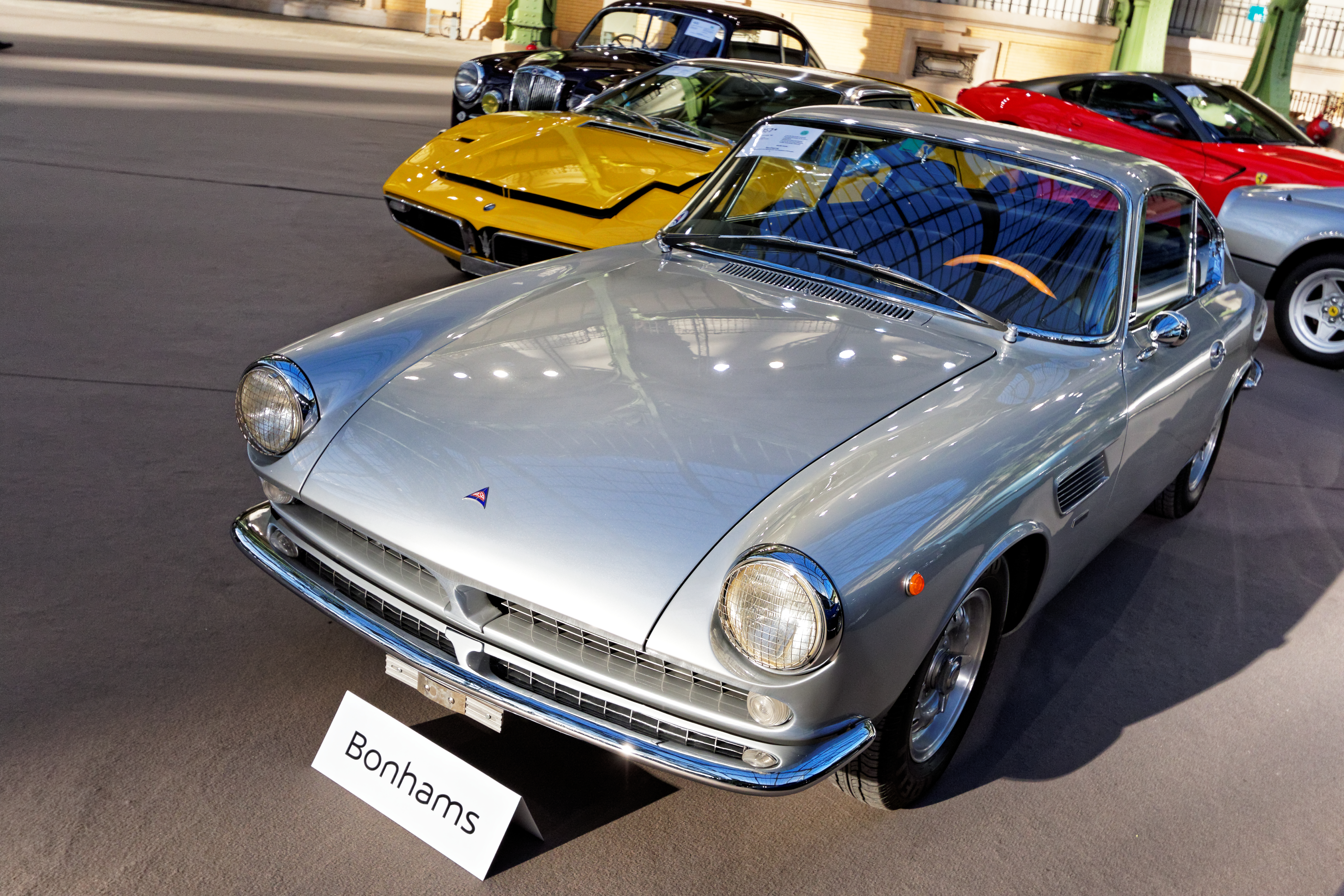
ASA 1000 GT

La 1000 GT venne sviluppata dagli ingegneri Ferrari alla fine degli anni cinquanta come alternativa meno costosa e compatta alle Ferrari Gran Turismo dell'epoca. ASA utilizzava motori a quattro e sei cilindri in linea derivati dal motore "250" V12 da 3 litri progettato da Gioacchino Colombo. Il telaio è stato sviluppato da Giotto Bizzarrini e derivato dal telaio tubolare della Ferrari 250 GTO.
Il prototipo che sarebbe  poi diventato la ASA 1000 GT fu presentato per la prima volta dalla Carrozzeria Bertone al salone di Ginevra 1961 con il nome di "Mille".
Dopo il debutto alla fine, Enzo Ferrari decise di non vendere la nuova auto con il marchio Ferrari e affidò la produzione a un suo amico, Oronzio de Nora. L'auto fu fabbricata a Milano da una società di nuova costituzione chiamata ASA (di proprietà del gruppo elettrochimico De Nora) dal 1964 al 1969. Il modello 1000 GT fu presentato ufficialmente nel 1962, ma causa di difficoltà produttive, venne costruita in serie dal 1964.